# Bunkestarrsbock
Bunkestarrsbock (Donacia springeri) är en skalbaggsart som beskrevs av Müller 1916. Den ingår i släktet rörbockar och familjen bladbaggar. Enligt den svenska rödlistan är arten livskraftig i Sverige.

## Beskrivning
Bunkestarrsbocken är en förhållandevis liten art med en kroppslängd mellan 6,5 och 8,5 mm. Kroppen är tämligen mörkt, brunaktigt metallfärgad. Undersidan har silvervit behåring.

## Utbredning
Den globala utbredningen är dåligt känd, men förefaller vara begränsad till Europa. I Sverige troddes arten länge bara finnas i Skåne och Uppland, och betraktades då som hotad, men senare undersökningar har visat att den finns, förutom i Skåne, från Östergötland norrut till Gästrikland och södra Dalarna. Det är inte uteslutet att fortsatta undersökningar kan visa en ännu större utbredning. Den förekommer inte i Finland eller övriga Norden.

## Ekologi
Habitatet utgörs av våtmarker och sjöar, gärna myrar och gungflystränder med starrvegetation. I Mellan- och Sydeuropa förekommer arten främst i bergstrakter. Den fullbildade skalbaggen lever på starrarter, i Sverige bunkestarr, där den äter pollen. Skalbaggen syns dels under maj till juni, dels som en ny generation under hösten.
Larven utvecklas under vatten i näringsfattiga sjöar med dyig botten, där den lever på starrötter.